# Малкітаун (Іллінойс)
Малкітаун (англ. Mulkeytown) — переписна місцевість (CDP) в США, в окрузі Франклін штату Іллінойс. Населення — 162 особи (2020).

## Географія
Малкітаун розташований за координатами 37°58′26″ пн. ш. 89°6′31″ зх. д. / 37.97389° пн. ш. 89.10861° зх. д. (37.974003, -89.108498).  За даними Бюро перепису населення США в 2010 році переписна місцевість мала площу 0,71 км², з яких 0,71 км² — суходіл та 0,00 км² — водойми.

## Демографія
Згідно з переписом 2010 року, у переписній місцевості мешкало 175 осіб у 75 домогосподарствах у складі 48 родин. Густота населення становила 245 осіб/км².  Було 90 помешкань (126/км²).
Расовий склад населення:
| - 99,4 % — білих - 0,6 % — азіатів |

До двох чи більше рас належало 0,0 %. Частка іспаномовних становила 0,0 % від усіх жителів.
За віковим діапазоном населення розподілялося таким чином: 24,6 % — особи молодші 18 років, 56,5 % — особи у віці 18—64 років, 18,9 % — особи у віці 65 років та старші. Медіана віку мешканця становила 39,4 року. На 100 осіб жіночої статі у переписній місцевості припадало 113,4 чоловіків;  на 100 жінок у віці від 18 років та старших — 116,4 чоловіків також старших 18 років.
За межею бідності перебувало 19,9 % осіб, у тому числі 0,0 % дітей у віці до 18 років та 32,0 % осіб у віці 65 років та старших.
Цивільне працевлаштоване населення становило 61 осіб. Основні галузі зайнятості: освіта, охорона здоров'я та соціальна допомога — 80,3 %, роздрібна торгівля — 19,7 %.